# Chelsea Football Club Women 2023-2024
Questa voce raccoglie le informazioni riguardanti il Chelsea Football Club Women nelle competizioni ufficiali della stagione 2023-2024.

## Stagione
Nella stagione 2022-23 il Chelsea vinse il campionato per la settima volta, la quinta consecutiva, grazie alla maggiore differenza reti rispetto al Manchester City, concludendo con 55 punti conquistati in 22 giornate, frutto di 18 vittorie, 1 pareggio e 3 sconfitte. La partita di apertura del campionato, tra Chelsea e Tottenham, venne disputata allo Stamford Bridge – sede delle partite casalinghe della prima squadra maschile – registrando l'affluenza di 14 776 spettatori.
In Women's Champions League la squadra superò la fase a gruppi come prima classificata del gruppo D contro Häcken, Paris FC e Real Madrid. Superò l’Ajax nei quarti di finale, ed in semifinale affrontò come l’anno precedente il Barcellona, dal quale venne nuovamente eliminato avendo vinto la gara d'andata in trasferta per 1-0 ma perso 2-0 la gara di ritorno.
Data la partecipazione in Champions League, la squadra partecipò alla FA Women's League Cup partendo dai quarti di finale. Affrontò in finale l'Arsenal, perdendo 0-1 dopo i supplementari..

## Maglie e sponsor
Le tenute di gioco solo le stesse adottate dal Chelsea maschile.
|  | Casa | Trasferta | Terza divisa |

## Rosa
Rosa, ruoli e numeri di maglia come da sito ufficiale.
| N. |                        | Ruolo | Calciatrice              |
| -- | ---------------------- | ----- | ------------------------ |
| 1  | Svezia (bandiera)      | P     | Zećira Mušović           |
| 2  | Stati Uniti (bandiera) | A     | Mia Fishel               |
| 3  | Paesi Bassi (bandiera) | D     | Aniek Nouwen             |
| 4  | Inghilterra (bandiera) | D     | Millie Bright (capitano) |
| 5  | Galles (bandiera)      | C     | Sophie Ingle             |
| 6  | Germania (bandiera)    | C     | Sjoeke Nüsken            |
| 7  | Inghilterra (bandiera) | D     | Jess Carter              |
| 8  | Germania (bandiera)    | C     | Melanie Leupolz          |
| 9  | Stati Uniti (bandiera) | A     | Catarina Macario         |
| 10 | Inghilterra (bandiera) | A     | Lauren James             |
| 11 | Norvegia (bandiera)    | C     | Guro Reiten              |
| 12 | Canada (bandiera)      | D     | Ashley Lawrence          |
| 13 | Rep. Ceca (bandiera)   | A     | Kateřina Svitková        |
| 14 | Inghilterra (bandiera) | A     | Fran Kirby               |
| 15 | Francia (bandiera)     | D     | Ève Périsset             |
| 16 | Belgio (bandiera)      | P     | Nicky Evrard             |

| N. |                        | Ruolo | Calciatrice             |
| -- | ---------------------- | ----- | ----------------------- |
| 17 | Canada (bandiera)      | C     | Jessie Fleming          |
| 18 | Norvegia (bandiera)    | D     | Maren Mjelde            |
| 19 | Svezia (bandiera)      | C     | Johanna Rytting Kaneryd |
| 20 | Australia (bandiera)   | A     | Samantha Kerr           |
| 21 | Inghilterra (bandiera) | D     | Niamh Charles           |
| 22 | Scozia (bandiera)      | C     | Erin Cuthbert           |
| 23 | Giappone (bandiera)    | A     | Maika Hamano            |
| 24 | Inghilterra (bandiera) | P     | Hannah Hampton          |
| 26 | Canada (bandiera)      | D     | Kadeisha Buchanan       |
| 28 | Serbia (bandiera)      | C     | Jelena Čanković         |
| 29 | Inghilterra (bandiera) | D     | Jorja Fox               |
| 30 | Germania (bandiera)    | P     | Ann-Katrin Berger       |
| 33 | Inghilterra (bandiera) | A     | Aggie Beever-Jones      |
| 35 | Colombia (bandiera)    | A     | Mayra Ramírez           |
| 39 | Svezia (bandiera)      | D     | Nathalie Björn          |

## Calciomercato

### Sessione estiva
| Acquisti | Acquisti           | Acquisti              | Acquisti      |
| R.       | Nome               | da                    | Modalità      |
| -------- | ------------------ | --------------------- | ------------- |
| P        | Nicky Evrard       | OH Lovanio            | definitivo    |
| P        | Hannah Hampton     | Aston Villa           | definitivo    |
| D        | Brooke Aspin       | Bristol City          | definitivo    |
| D        | Alejandra Bernabé  | Real Sociedad         | definitivo    |
| C        | Sjoeke Nüsken      | Eintracht Francoforte | definitivo    |
| C        | Wieke Kaptein      | Twente                | definitivo    |
| C        | Charlotte Wardlaw  | Lewes                 | fine prestito |
| A        | Aggie Beever-Jones | Everton               | fine prestito |
| A        | Lucy Watson        | Charlton Athletic     | fine prestito |

| Cessioni | Cessioni           | Cessioni        | Cessioni   |
| R.       | Nome               | a               | Modalità   |
| -------- | ------------------ | --------------- | ---------- |
| P        | Nicky Evrard       | Brighton & Hove | prestito   |
| P        | Emily Orman        | Reading         | prestito   |
| D        | Alsu Abdullina     | Paris FC        | prestito   |
| D        | Brooke Aspin       | Bristol City    | prestito   |
| D        | Alejandra Bernabé  | Real Sociedad   | prestito   |
| D        | Magdalena Eriksson | Bayern Monaco   | definitivo |
| C        | Pernille Harder    | Bayern Monaco   | definitivo |
| C        | Wieke Kaptein      | Twente          | prestito   |
| C        | Lexi Potter        | Crystal Palace  | prestito   |
| C        | Charlotte Wardlaw  | Glasgow City    | prestito   |
| A        | Emma Thompson      | Southampton     | definitivo |
| A        | Lucy Watson        | Crystal Palace  | prestito   |

### Sessione invernale
| Acquisti | Acquisti       | Acquisti | Acquisti      |
| R.       | Nome           | da       | Modalità      |
| -------- | -------------- | -------- | ------------- |
| D        | Nathalie Björn | Everton  | definitivo    |
| A        | Maika Hamano   | Hammarby | fine prestito |

| Cessioni | Cessioni          | Cessioni        | Cessioni   |
| R.       | Nome              | a               | Modalità   |
| -------- | ----------------- | --------------- | ---------- |
| P        | Ann-Katrin Berger | NJ/NY Gotham    | definitivo |
| D        | Cerys Brown       | Watford         | prestito   |
| C        | Jessie Fleming    | Portland Thorns | definitivo |
| A        | Kateřina Svitková | Slavia Praga    | prestito   |

## Risultati

### Women's Super League

#### Girone di andata
| Arbitro: | Foster |

|                      |           |            |
| Fishel 28’ James 51’ | Marcatori | 76’ Thomas |

| Arbitro: | Heaslip |

|          |           |              |
| Kelly 7’ | Marcatori | 90+6’ Reiten |

| Arbitro: | Pearson |

|                       |           |  |
| Kerr 36’ Cuthbert 90’ | Marcatori |  |

| Arbitro: | Fullicks |

|                                         |           |                        |
| Nüsken 45+4’, 52’, 74’ Beever-Jones 82’ | Marcatori | 10’ Bremer 90’ Terland |

| Arbitro: | Byrne |

|  |           |                                                                                    |
|  | Marcatori | 21’ Bright 26’ Kirby 45’ Rytting Kaneryd 63’ Lawrence 67’ Beever-Jones 73’ Charles |

| Arbitro: | Impey |

|  |           |                                       |
|  | Marcatori | 14’ Fleming 62’ Kerr 90’ Beever-Jones |

| Arbitro: | Dowle |

|                                                 |           |                   |
| James 11’, 56’, 64’ Beever-Jones 24’ Nüsken 78’ | Marcatori | 13’ (aut.) Carter |

| Arbitro: | Wilson |

|                                                         |           |                         |
| James 2’ (58) Nevin 5’ (aut.) Kerr 40’ Beever-Jones 88’ | Marcatori | 26’ Rantala 44’ Tierney |

| Arbitro: | Welch |

|                                            |           |                     |
| Mead 8’ Ilestedt 36’ Russo 38’, 74’ (rig.) | Marcatori | 26’ Rytting Kaneryd |

| Arbitro: | Fearn |

|  |           |                                    |
|  | Marcatori | 17’ James 34’ Cuthbert 59’ Charles |

| Arbitro: | Byrne |

|                    |           |          |
| James 5’, 23’, 85’ | Marcatori | 43’ Ladd |

#### Girone di ritorno
| Arbitro: | Fearn |

|  |           |                          |
|  | Marcatori | 46’, 59’ James 51’ Kirby |

| Arbitro: | Heaslip |

|                                           |           |  |
| Reiten 27’ (rig.), 72’ (rig.) Cuthber 83’ | Marcatori |  |

| Arbitro: | Byrne |

|  |           |          |
|  | Marcatori | 14’ Shaw |

| Arbitro: | Cross |

|  |           |                                                       |
|  | Marcatori | 38’ Björn 44’ Ramírez 64’ Rytting Kaneryd 78’ Macario |

| Arbitro: | Welch |

|                           |           |                    |
| James 15’ Nüsken 21’, 32’ | Marcatori | 87’ (aut.) Macario |

| Arbitro: | Wilson |

|  |           |                              |
|  | Marcatori | 2’ Beever-Jones 88’ Cuthbert |

| Arbitro: | Heaslip |

|  |           |            |
|  | Marcatori | 37’ Hamano |

| Arbitro: | Burgin |

|                                          |           |  |
| Beever-Jones 18’ Hamano 38’ Buchanan 64’ | Marcatori |  |

| Arbitro: | Benn |

|                                                       |           |                                       |
| Haug 51’ Cuthbert 66’ (aut.) Kiernan 81’ Bonner 90+2’ | Marcatori | 9’, 80’ Beever-Jones 83’ (aut.) Micah |

| Arbitro: | Fullicks |

|                                                                              |           |  |
| Reiten 6’ (rig.), 56’, 70’, 77’ Nüsken 23’ Beever-Jones 52’, 88’ Charles 74’ | Marcatori |  |

| Arbitro: | Welch |

|  |           |                                                                       |
|  | Marcatori | 2’, 45+2’ Ramírez 8’ Rytting Kaneryd 44’ Nüsken 47’ Leupolz 85’ Kirby |

### Women's FA Cup
| Arbitro: | Heaslip |

|                                                    |           |            |
| Fishel 70’ Cuthbert 101’ Aggie Beever-Jones 105+2’ | Marcatori | 18’ Asseyi |

| Arbitro: | Broad |

|             |           |  |
| Ramírez 81’ | Marcatori |  |

| Arbitro: | Byrne |

|  |           |             |
|  | Marcatori | 66’ Macario |

| Arbitro: | Dowle |

|                        |           |             |
| García 1’ Williams 23’ | Marcatori | 45+4’ James |

### FA Women's League Cup

#### Fase a eliminazione diretta
| Arbitro: | Cross |

|                                                   |           |  |
| Nüsken 28’, 44’ Beever-Jones 46’ Kirby 83’, 90+1’ | Marcatori |  |

| Arbitro: | Kitchen |

|  |           |          |
|  | Marcatori | 8’ James |

| Arbitro: | Foster |

|                   |           |  |
| Blackstenius 116’ | Marcatori |  |

### UEFA Women's Champions League

#### Fase a gironi
| Arbitro: | Klarlund |

|                         |           |                      |
| Carmona 10’, 79’ (rig.) | Marcatori | 41’ Charles 74’ Kerr |

| Arbitro: | Martinčić |

|                                |           |              |
| Kerr 30’, 48’, 55’ Ingle 90+1’ | Marcatori | 41’ Greboval |

| Londra 14 dicembre 2023, ore 21:00 UTC+1 3ª giornata | Chelsea | 0 – 0 referto | Häcken | Stamford Bridge (3 300 spett.)\| Arbitro: \| Staubli \| |
| Arbitro:                                             | Staubli |               |        |                                                         |

| Arbitro: | Augustyn |

|             |           |                            |
| Larisey 26’ | Marcatori | 14’ Kerr 52’, 64’ Cuthbert |

| Arbitro: | Campos |

|                              |           |                  |
| Reiten 62’ Chavas 70’ (aut.) | Marcatori | 69’ del Castillo |

| Arbitro: | Projkovska |

|  |           |                                            |
|  | Marcatori | 10’ Kirby 37’ Fishel 74’ Reiten 79’ Mjelde |

#### Fase a eliminazione diretta
| Arbitro: | Ferrieri Caputi |

|  |           |                           |
|  | Marcatori | 19’ James 44’, 83’ Nüsken |

| Arbitro: | Olofsson |

|             |           |           |
| Ramírez 33’ | Marcatori | 65’ Grant |

| Arbitro: | Frappart |

|  |           |              |
|  | Marcatori | 40’ Cuthbert |

| Arbitro: | Demetrescu |

|                              |           |  |
| Bonmatí 25’ Rolfö 75’ (rig.) | Marcatori |  |

### Statistiche di squadra
| Competizione             | Punti | In casa | In casa | In casa | In casa | In casa | In casa | In trasferta | In trasferta | In trasferta | In trasferta | In trasferta | In trasferta | Totale | Totale | Totale | Totale | Totale | Totale | DR  |
| Competizione             | Punti | G       | V       | N       | P       | Gf      | Gs      | G            | V            | N            | P            | Gf           | Gs           | G      | V      | N      | P      | Gf     | Gs     | DR  |
| ------------------------ | ----- | ------- | ------- | ------- | ------- | ------- | ------- | ------------ | ------------ | ------------ | ------------ | ------------ | ------------ | ------ | ------ | ------ | ------ | ------ | ------ | --- |
| Women's Super League     | 55    | 11      | 10      | 0       | 1       | 38      | 9       | 11           | 8            | 1            | 2            | 33           | 9            | 22     | 18     | 1      | 3      | 71     | 18     | +53 |
| FA Women's Cup           | -     | 2       | 2       | 0       | 0       | 4       | 1       | 2            | 1            | 0            | 1            | 2            | 2            | 4      | 3      | 0      | 0      | 6      | 3      | +3  |
| FA Women's League Cup    | -     | 1       | 1       | 0       | 0       | 5       | 0       | 1            | 1            | 0            | 0            | 1            | 0            | 3      | 2      | 0      | 1      | 6      | 1      | +5  |
| Women's Champions League | -     | 5       | 2       | 2       | 1       | 7       | 5       | 5            | 4            | 1            | 0            | 13           | 3            | 10     | 6      | 3      | 1      | 20     | 8      | +12 |
| Totale                   | -     | 19      | 15      | 2       | 2       | 54      | 15      | 19           | 14           | 2            | 3            | 49           | 14           | 39     | 29     | 4      | 5      | 103    | 30     | +73 |

### Andamento in campionato
| Giornata  | 1 | 2 | 3 | 4 | 5 | 6 | 7 | 8 | 9 | 10 | 11 | 12 | 13 | 14 | 15 | 16 | 17 | 18 | 19 | 20 | 21 | 22 |
| --------- | - | - | - | - | - | - | - | - | - | -- | -- | -- | -- | -- | -- | -- | -- | -- | -- | -- | -- | -- |
| Luogo     | C | T | C | C | T | T | C | C | T | T  | C  | T  | C  | C  | T  | C  | T  | T  | C  | T  | C  | T  |
| Risultato | V | N | V | V | V | V | V | V | P | V  | V  | V  | V  | P  | V  | P  | V  | V  | V  | P  | V  | V  |
| Posizione | 4 | 5 | 3 | 2 | 1 | 1 | 1 | 1 | 1 | 1  | 1  | 1  | 1  | 1  | 1  | 1  | 1  | 1  | 2  | 2  | 1  | 1  |

Legenda:

Luogo: C = Casa; T = Trasferta. Risultato: V = Vittoria; N = Pareggio; P = Sconfitta.

### Statistiche delle giocatrici
| Giocatore          | FA Women's Super League | FA Women's Super League | FA Women's Super League | FA Women's Super League | FA Women's Cup | FA Women's Cup | FA Women's Cup | FA Women's Cup | FA Women's League Cup | FA Women's League Cup | FA Women's League Cup | FA Women's League Cup | UEFA Champions League | UEFA Champions League | UEFA Champions League | UEFA Champions League | Totale   | Totale | Totale      | Totale     |
| Giocatore          | Presenze                | Reti                    | Ammonizioni             | Espulsioni              | Presenze       | Reti           | Ammonizioni    | Espulsioni     | Presenze              | Reti                  | Ammonizioni           | Espulsioni            | Presenze              | Reti                  | Ammonizioni           | Espulsioni            | Presenze | Reti   | Ammonizioni | Espulsioni |
| ------------------ | ----------------------- | ----------------------- | ----------------------- | ----------------------- | -------------- | -------------- | -------------- | -------------- | --------------------- | --------------------- | --------------------- | --------------------- | --------------------- | --------------------- | --------------------- | --------------------- | -------- | ------ | ----------- | ---------- |
| A. Beever-Jones    | 17                      | 11                      | 0                       | 0                       | 4              | 1              | 0              | 0              | 3                     | 1                     | 1                     | 0                     | 7                     | 0                     | 0                     | 0                     | 31       | 13     | 1           | 0          |
| A-K. Berger        | 5                       | -8                      | 0                       | 0                       | -              | -              | -              | -              | -                     | -                     | -                     | -                     | 2                     | -3                    | 0                     | 0                     | 7        | -11    | 0           | 0          |
| M. Bright          | 10                      | 1                       | 0                       | 0                       | -              | -              | -              | -              | -                     | -                     | -                     | -                     | 2                     | 0                     | 0                     | 0                     | 12       | 1      | 0           | 0          |
| N. Björn           | 9                       | 1                       | 0                       | 0                       | 3              | 0              | 0              | 0              | -                     | -                     | -                     | -                     | -                     | -                     | -                     | -                     | 12       | 1      | 0           | 0          |
| K. Buchanan        | 7                       | 1                       | 1                       | 0                       | 2              | 0              | 0              | 0              | 2                     | 0                     | 0                     | 0                     | 9                     | 0                     | 2                     | 1                     | 20       | 1      | 3           | 1          |
| J. Čanković        | 9                       | 0                       | 1                       | 0                       | 2              | 0              | 0              | 0              | 2                     | 0                     | 0                     | 0                     | 3                     | 0                     | 0                     | 0                     | 16       | 0      | 1           | 0          |
| J. Carter          | 21                      | 0                       | 2                       | 0                       | 4              | 0              | 1              | 0              | 2                     | 0                     | 0                     | 0                     | 9                     | 0                     | 0                     | 0                     | 36       | 0      | 3           | 0          |
| N. Charles         | 22                      | 2                       | 2                       | 1                       | 3              | 0              | 0              | 0              | 2                     | 0                     | 0                     | 0                     | 9                     | 1                     | 1                     | 0                     | 36       | 3      | 3           | 1          |
| E. Cuthbert        | 20                      | 4                       | 1                       | 0                       | 4              | 1              | 0              | 0              | 2                     | 0                     | 1                     | 0                     | 9                     | 3                     | 0                     | 0                     | 35       | 8      | 2           | 0          |
| N. Evrard          | -                       | -                       | -                       | -                       | -              | -              | -              | -              | -                     | -                     | -                     | -                     | -                     | -                     | -                     | -                     | -        | -      | -           | -          |
| M. Fishel          | 10                      | 1                       | 0                       | 0                       | 1              | 1              | 0              | 0              | 1                     | 0                     | 0                     | 0                     | 5                     | 1                     | 0                     | 0                     | 17       | 3      | 0           | 0          |
| J. Fleming         | 10                      | 1                       | 1                       | 0                       | -              | -              | -              | -              | -                     | -                     | -                     | -                     | 3                     | 0                     | 0                     | 0                     | 13       | 1      | 1           | 0          |
| J. Fox             | -                       | -                       | -                       | -                       | -              | -              | -              | -              | -                     | -                     | -                     | -                     | -                     | -                     | -                     | -                     | -        | -      | -           | -          |
| M. Hamano          | 6                       | 2                       | 0                       | 0                       | 1              | 0              | 0              | 0              | 1                     | 0                     | 1                     | 0                     | -                     | -                     | -                     | -                     | 8        | 2      | 1           | 0          |
| H. Hampton         | 10                      | -6                      | 1                       | 0                       | 2              | -2             | 0              | 0              | 2                     | 0                     | 0                     | 0                     | 4                     | -3                    | 0                     | 0                     | 18       | -11    | 1           | 0          |
| S. Ingle           | 14                      | 0                       | 1                       | 0                       | 2              | 0              | 0              | 0              | 2                     | 0                     | 0                     | 0                     | 6                     | 1                     | 1                     | 0                     | 24       | 1      | 2           | 0          |
| L. James           | 16                      | 13                      | 5                       | 0                       | 3              | 1              | 1              | 0              | 2                     | 1                     | 2                     | 0                     | 8                     | 1                     | 0                     | 0                     | 29       | 16     | 8           | 0          |
| S. Kerr            | 8                       | 4                       | 0                       | 0                       | -              | -              | -              | -              | -                     | -                     | -                     | -                     | 4                     | 5                     | 0                     | 0                     | 12       | 9      | 0           | 0          |
| F. Kirby           | 21                      | 3                       | 0                       | 0                       | 4              | 0              | 0              | 0              | 1                     | 2                     | 0                     | 0                     | 7                     | 1                     | 0                     | 0                     | 33       | 6      | 0           | 0          |
| A. Lawrence        | 18                      | 1                       | 1                       | 0                       | 3              | 0              | 0              | 0              | -                     | -                     | -                     | -                     | 9                     | 0                     | 0                     | 0                     | 30       | 1      | 1           | 0          |
| M. Leupolz         | 11                      | 1                       | 2                       | 0                       | 4              | 0              | 0              | 0              | 2                     | 0                     | 1                     | 0                     | 4                     | 0                     | 0                     | 0                     | 21       | 1      | 3           | 0          |
| C. Macario         | 8                       | 1                       | 0                       | 0                       | 2              | 1              | 0              | 0              | 1                     | 0                     | 0                     | 0                     | 4                     | 0                     | 0                     | 0                     | 15       | 2      | 0           | 0          |
| M. Mjelde          | 7                       | 0                       | 0                       | 0                       | -              | -              | -              | -              | 1                     | 0                     | 0                     | 0                     | 2                     | 1                     | 0                     | 0                     | 10       | 1      | 0           | 0          |
| Z. Mušović         | 7                       | -3                      | 0                       | 0                       | 2              | -1             | 0              | 0              | 1                     | 0                     | 0                     | 0                     | 4                     | -2                    | 0                     | 0                     | 14       | -6     | 0           | 0          |
| A. Nouwen          | 1                       | 0                       | 0                       | 0                       | -              | -              | -              | -              | -                     | -                     | -                     | -                     | -                     | -                     | -                     | -                     | 1        | 0      | 0           | 0          |
| S. Nüsken          | 21                      | 8                       | 1                       | 0                       | 4              | 0              | 1              | 0              | 3                     | 2                     | 0                     | 0                     | 10                    | 2                     | 0                     | 0                     | 38       | 12     | 2           | 0          |
| E. Périsset        | 13                      | 0                       | 0                       | 0                       | 3              | 0              | 0              | 0              | 3                     | 0                     | 0                     | 0                     | 6                     | 0                     | 1                     | 0                     | 25       | 0      | 1           | 0          |
| M. Ramírez         | 7                       | 3                       | 0                       | 0                       | 2              | 1              | 0              | 0              | 2                     | 0                     | 0                     | 0                     | 2                     | 1                     | 0                     | 0                     | 13       | 5      | 0           | 0          |
| G. Reiten          | 16                      | 7                       | 0                       | 0                       | 3              | 0              | 1              | 0              | 2                     | 0                     | 0                     | 0                     | 8                     | 2                     | 0                     | 0                     | 29       | 9      | 1           | 0          |
| J. Rytting Kaneryd | 18                      | 4                       | 0                       | 0                       | 4              | 0              | 0              | 0              | 2                     | 0                     | 0                     | 0                     | 10                    | 0                     | 0                     | 0                     | 34       | 4      | 0           | 0          |
| K. Svitková        | -                       | -                       | -                       | -                       | -              | -              | -              | -              | -                     | -                     | -                     | -                     | -                     | -                     | -                     | -                     | -        | -      | -           | -          |